# Graf DK 16

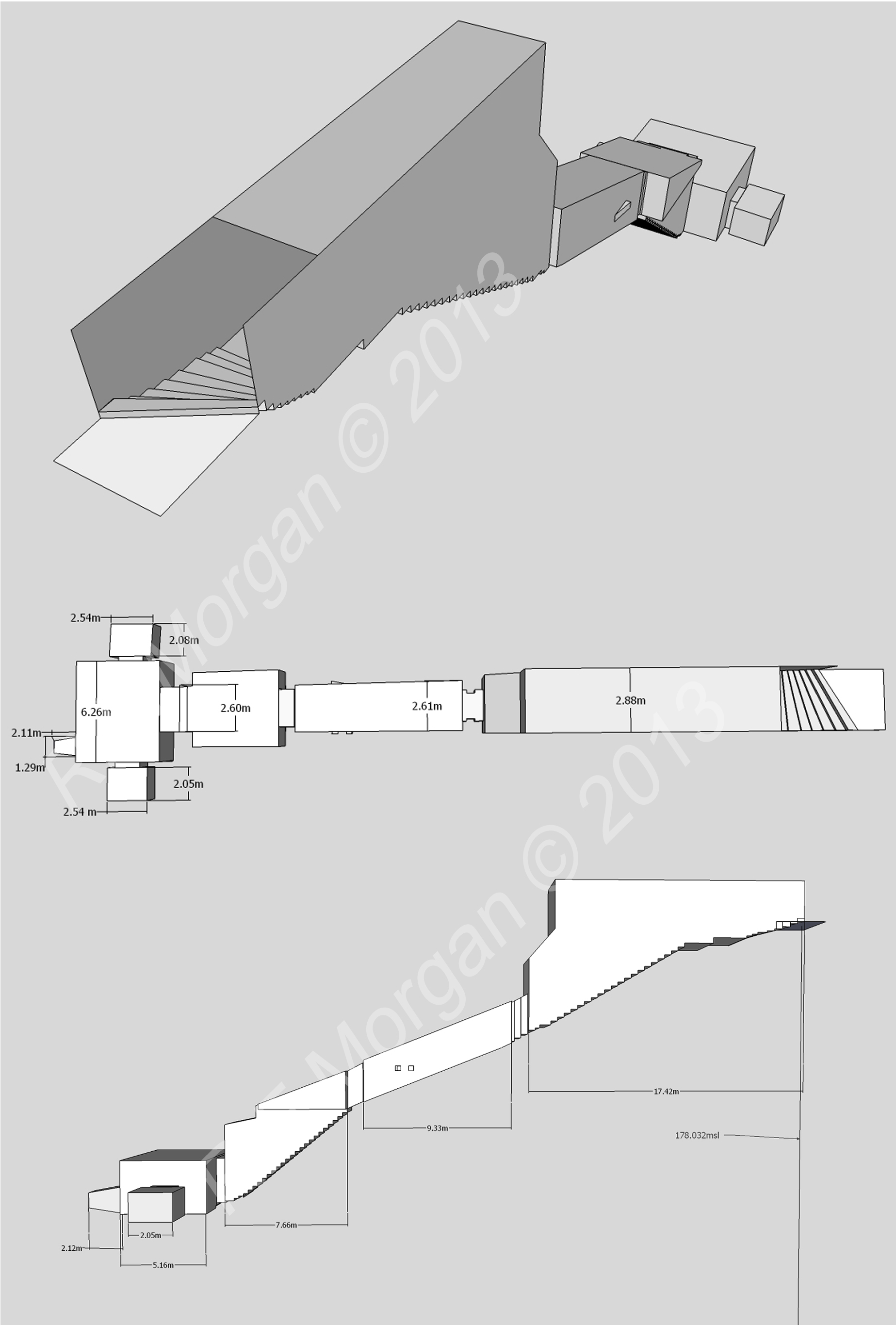
Schematische weergave van graf DK 16

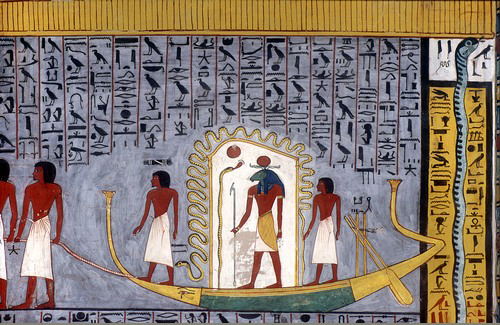
Ra trekt door de onderwereld. Uit de kopie van het boek der poorten uit graf DK 16

Graf DK 16 is het graf van farao Ramses I. Hij liet dit graf aanleggen in de Vallei der Koningen. Het graf werd in 1817 ontdekt door Giovanni Battista Belzoni.
Het graf heeft een zeer kleine afmeting in vergelijking met die van zijn opvolgers. Dit komt door de korte duur van Ramses' regering. Hierdoor werden de ambachtslieden verplicht om het graf snel af te werken.
Bij de ingang van het graf is er een steile trap die naar beneden leidt. Daarna volgt een korte gang en een tweede trap die al naar de eigenlijke grafkamer brengt. Deze is zeer klein en heeft enkele zijvertrekken. In de grafkamer staat een granieten sarcofaag. De wanden zijn versierd met het Boek der Poorten.